# District de Qishuyan
Le district de Qishuyan (戚墅堰区 ; pinyin : Qīshùyàn Qū) est une subdivision administrative de la province du Jiangsu en Chine. Il est placé sous la juridiction de la ville-préfecture de Changzhou.